# 马尔蒂·凯泰莱
马尔蒂·凯泰莱（芬蘭語：Martti Ketelä，1944年10月24日—2002年6月26日），芬兰男子现代五项运动员。他曾代表芬兰参加1968年和1972年夏季奥林匹克运动会现代五项比赛，获得一枚铜牌。